# Ferme du château d'Émiéville
La ferme du Château est un édifice situé à Émiéville, dans le département français du Calvados, en France et inscrit au titre des monuments historiques.

## Localisation
L'édifice est situé rue du Colombier à Émiéville.

## Historique
Le portail de la ferme est daté du XVIIIe siècle.
Il est inscrit au titre des monuments historiques depuis le 22 novembre 1972.